# 바쿠스 (미켈란젤로)
바쿠스(Bacchus)는 르네상스 시대의 이탈리아 예술가 미켈란젤로가 1497년 조각한 대리석상이다. 그리스 신화의 신 디오니소스를 묘사한 작품으로, 높이는 203cm이다. 현재 바르젤로 미술관에 소장되어 있다.